# Евтушенко, Александр Евгеньевич
Александр Евгеньевич Евтушенко (род. 31 января 1979) — режиссёр и продюсер радиопостановок на BBC Radio, сын русского поэта Евгения Евтушенко и его третьей жены, английской переводчицы Ян Батлер.
В 2016 году радиопостановка Евтушенко «Мастер и Маргарита» (по роману Михаила Булгакова) получила премию BBC Audio Drama Award в категории «Лучшая адаптация». В 2018 году радиопостановка пьесы Кэти Химс «Черноглазые девчонки» режиссера Евтушенко получила премию BBC Audio Drama Award за лучший сериал.

## Избранные работы
Как радиорежиссёр:
- Проблема 13-й камеры (2011)
- «Граф Монте-Кристо» (2012, режиссёры Джереми Мортимер и Саша Евтушенко)
- Повелитель мух (2013)
- Мечтают ли андроиды об электрических овцах? (2014)
- Агамемнон (2014)
- Фурии (2014)
- «Путешествие проклятых» (2020, аудиоадаптация с Тоби Джонсом, Полом Риттером, Алланом Кордунером и Филипом Гленистером в главных ролях. По книге Гордона Томаса и Макса Морган-Уиттса.)

Как продюсер:
- Мастер и Маргарита (2015)